# Batrachyla leptopus
Espèce
Synonymes
- Hylodes brevipes Philippi, 1902
- Hylodes cardioglossa Philippi, 1902
- Hylodes chonotica Philippi, 1902
- Hylodes fitzingeri Philippi, 1902
- Hylodes gracilis Philippi, 1902
- Hylodes granulatus Philippi, 1902
- Hylodes macromeros Philippi, 1902
- Hylodes melanogastra Philippi, 1902
- Hylodes stenocephala Philippi, 1902

Statut de conservation UICN

 LC  : Préoccupation mineure
Batrachyla leptopus est une espèce d'amphibiens de la famille des Batrachylidae.

## Répartition
Cette espèce se rencontre entre 50 et 1 000 m d'altitude dans la forêt australe de Patagonie de Concepción à Coyhaique :
- au Chili dans les régions de Biobío, Los Ríos, Los Lagos et Aisén ;
- en Argentine dans l'extrême ouest des provinces de Chubut, Santa Cruz et Neuquén.

## Publication originale
- Bell, 1843 : The Zoology of the Voyage of H.M.S. Beagle Under the Command of Captain Fitzroy, R.N., during the Years 1832 to 1836, vol. 5, p. 1-51 (texte intégral).